# 國立現代藝術博物館

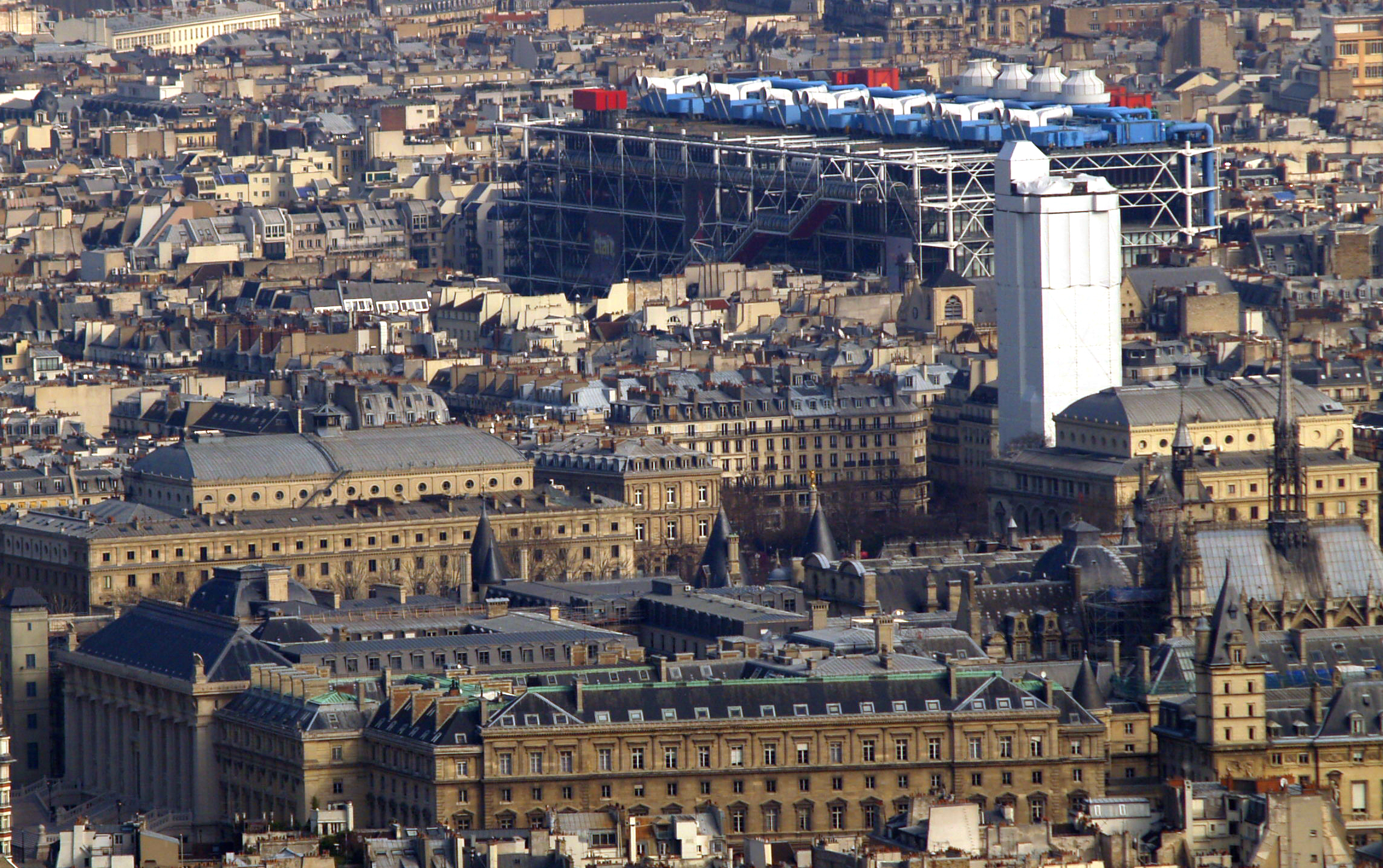
国立现代艺术博物馆

國立現代藝術博物館（法語：Musée National d'Art Moderne）是法國的國家現代美術的博物館，為龐畢度國家藝術和文化中心的組成部分，主要展區位於巴黎第四區的龐畢度中心。博物館的展區位置在歷史上曾經多次更換，展品規模位居世界第二，僅次於美國紐約的現代藝術博物館。博物館也經常更換展出的展品，現代藝術博物館為巴黎知名景點與地標。

## 外部連結
- Collection online (use preferably "recherche multicritères")
- Official website of the Museum
- Official website of the Centre Pompidou
- Official website of the Centre Pompidou-Metz provincial branch（页面存档备份，存于）